# Martin Pavlík
Martin Pavlík (* 11. července 1970 Brno) je český lékař v oboru anestezie a intenzivní medicíny, v letech 2013–2019 ředitel Fakultní nemocnice u sv. Anny v Brně, od roku 2019 ředitel Nemocnice Znojmo, p.o. Nositel bronzové medaile Masarykovy univerzity za mimořádný přínos. V roce 2020 kandiduje jako nestraník za hnutí ANO za znojemský obvod do Senátu.

## Vzdělání
V roce 1994 absolvoval Lékařskou fakultu dnešní Masarykovy univerzity jako lékař v oboru anestezie a intensivní medicíny.
- 1988–1994 – Masarykova univerzita, Brno – Lékařská fakulta
- 1994 – MUDr.
- 2001 – European Diploma of Anaesthesiology and Intensive Care
- 2001 – atestace II. stupně z Anesteziologie a intensivní péče
- 2003 – Ph.D.
- 2007 – European Diploma of Intensive Care
- 2007 – diplom specializace z intenzivní medicíny
- 4/2011–3/2012 senior registrar Liverpool Hospital, Sydney, Australia
- 9/2005–3/2006 AITU Fellow, QMC, Nottingham, UK

## Pracovní působení
Od roku 2007 působí jako odborný asistent na Ústavu lékařské etiky, Masarykovy univerzity v Brně, učí lékařskou etiku.
Pracoval ve Velké Británii, Austrálii a Rakousku. Austrálii pracovně navštívil s využitím kontaktu svého známého anesteziologa v roce 2004 a pak znovu v roce 2011. Jako důvod podobných cest do zahraničí uvedl, že si chce odpočinout si od podmínek v České republice a načerpat jiný pohled na medicínu. V Austrálii ocenil větší důraz na klinická vyšetření a na základy a menší na všemožná čísla a invazivní hadičky. Důraz na klinická vyšetření i na systematičnost přípravy lékařů by rád přenesl i do České republiky.
Zhruba od roku 1994 pracoval ve Fakultní nemocnici u sv. Anny v Brně, kde se věnoval anesteziologii a intenzivní péči. V roce 2014 v rozhovoru potvrdil, že původní profesí je anesteziolog, ale již 12 let předtím se anesteziologii na operačních sálech nevěnuje, alespoň ne systematicky, a orientoval se především na intenzivní péči. Na kliniku docházel i poté, co se stal ředitelem nemocnice, aby neztratil kontakt s oborem a prací s pacienty a dochází na ni dosud.
V letech 2013–2019 působil jako ředitel Fakultní nemocnice u sv. Anny v Brně. Do funkce ředitele postoupil z funkce lékařského ředitele poté, co předchozí ředitel rezignoval a nemocnice patřila mezi nejzadluženější. Situaci řešil snižováním nákladů, například propuštěním 10 % zaměstnanců napříč profesemi, tedy zhruba 300 lidí, a naopak nepřistoupil ke snižování platů zbývajících zaměstnanců. Také pokračoval v záměru sestěhovat odloučená pracoviště do hlavního areálu. K vizi sloučení obou brněnských fakultních nemocnic se stavěl rezervovaně, ne však zcela odmítavě. Z funkce v dubnu 2019 k 31. červenci sám také rezignoval, zůstal však v nemocnici jako lékař. Podle ministra zdravotnictví Adama Vojtěcha se nemocnice z důvodu historicky špatně nastavených úhrad každoročně potýkala s vysokými ztrátami, avšak za působení Martina Pavlíka se podařilo její ekonomickou kondici výrazně zlepšit, takže sice zůstala zadlužená, ale přestala svůj dluh zvyšovat. Martin Pavlík svůj odchod z funkce zdůvodnil jednak tím, že se chtěl vrátit k medicíně, jednak tím, že z manažerského pohledu změna ve vedení nemocnici prospěje a posune ji dál.
Od 1.11.2019 do 31.1.2024 vedl Nemocnici Znojmo, p. o. Od února 2024 se stal předsedou představenstva Jihomoravská zdravotní, a.s., jejímž jediným akcionářem je Jihomoravský kraj. 22.7.2024 byl pověřen řízením Nemocnice Ivančice, příspěvková organizace, aby zajistil stabilizace složité personální situace na Gynekologicko-porodnickém oddělení a připravil strategii dalšího rozvoje této krajské nemocnice. K 31.5. 2025 působení v obou společnostech bylo ukončeno.

## Osobní život
Je ženatý, má dvě děti, aktivně hovoří anglicky i německy.
Věnoval se lednímu hokeji, otec z něj chtěl mít profesionálního hokejistu. Hokej hrál i profesionálně, pět let si jím výrazně přivydělával. Je trenérem mládežnického hokeje.
Ve volném čase rád rybaří.

## Politické působení
Není a nikdy nebyl členem žádné politické strany. Ve volbách do Senátu PČR v roce 2020 kandidoval jako nestraník za hnutí ANO 2011 v obvodu č. 54 – Znojmo. Se ziskem 20,18 % hlasů skončil na 3. místě a do druhého kola nepostoupil.